# Pagurapseudopsis thailandica
Pagurapseudopsis thailandica is een naaldkreeftjessoort uit de familie van de Pagurapseudopsididae. De wetenschappelijke naam van de soort is voor het eerst geldig gepubliceerd in 2001 door Angsupanich.